# Сворков, Павел Васильевич
Па́вел Васи́льевич Сворко́в (1891, Казань — не ранее 1933) — советский режиссёр научно-популярного и документального кино, сценарист, агроном. Один из первых советских кинематографистов Сибири. Жертва политических репрессий в СССР.

## Биография
Родился в Казани (по другим сведениям в селе Покровское Мамадышского уезда Казанской губернии). В 1913 году окончил с отличием Казанское среднее сельскохозяйственное училище, по специальности — агроном. Интересовался фотографией.
С 1914 года — в Русской императорской армии, офицер, участник Первой мировой войны. Был демобилизован по ранению, вернулся в Казань. В 1919 году мобилизован в Русскую армию Колчака. Из-за вновь открывшихся ран отстал от своей части и больше в неё не вернулся. В 1922 году проживал в Канске. Арестован 24 апреля 1922 года, обвинён в контрреволюционной деятельности, осуждён 17 августа 1922 года Енисейским губернским ревтрибуналом на 1 год принудительных работ. Затем работал окружным агрономом, сотрудничал с журналом «Помощь земледельцу» Краевого земельного управления, позже переехал в Ново-Николаевск.
В 1926—1933 годах — режиссёр-постановщик АО «Киноcибирь» (с 1929 года — кинофабрики Сибирского отделения «Совкино» (Сибсовкино), с 1930 года — Сибирской кинофабрики «Союзкино» (Сибсоюзкино) (с января 1933 года — Сибирской фабрики учебных, научных и технических фильмов треста «Союзтехфильм» (Сибтехфильм)). В 1926 году совместно с Я. Г. Задорожным выпустил первое периодическое издание АО «Киноcибири» — три выпуска киножурнала «В помощь земледельцу», сорежиссёр киножурнала «Киносибирь» (выпуски № 1—5, 1927), автор сценария киножурнала «Сибирский альманах» (выпуски № 1—2, 1928). Снимал документальные, научно-популярные и игровые фильмы. Стоял у истоков сибирского кинематографа. По оценке киноведа В. А. Ватолина, творческий дуэт Задорожный и Сворков сыграл «незаменимую роль в становлении кинопроизводства в Сибири и Новосибирске».
Член секции кино Всероссийского общества советских драматургов и композиторов (Всероскомдрама) (1931).
Повторно арестован по политическим мотивам в 1933 году. Приговорён 22 мая 1933 года тройкой Полномочного представительства (ПП) ОГПУ по Западно-Сибкрскому краю к ИТЛ. По информации дочери К. П. Сворковой — из лагеря не вернулся. (По другим сведениям — арестован в декабре 1937 года и вскоре расстрелян).
Реабилитирован по первому делу 31 августа 1992 года Военным прокурором Сибирского военного округа, по второму делу — 14 июня 1956 года Военным трибуналом Сибирского военного округа.

### Семья
- брат — Николай Васильевич Сворков[5];
- дочь — Ксения Павловна Своркова (1927—?)[4][5]

## Фильмография

### Режиссёр
- 1927 — На переломе / Шагай сибирская деревня! / Путь советской деревни (культурфильм)
- 1927 — Показательный бой Красной Армии в Новосибирске (документальный, совместно с Я. Задорожным)
- 1927 — На зов индустрии (документальный)
- 1927 — Город и деревня Сибири в 10 годовщину Октября (документальный, совместно с Я.Задорожным)
- 1928 — Золотое дно (документальный)
- 1929 — Конец Журавлихи (совместно с Я.Задорожным)
- 1929 — 3-й заем индустриализации (анимационный)
- 1929 — Два гиганта (документальный, совместно с Я. Задорожным)
- 1929 — О чём мычит корова (культурфильм)
- 1930 — Бабьи сполохи (культурфильм)
- 1931 — Зелёная крепость (культурфильм)
- 1931 — На участке фронта. Луговодство (культурфильм)

### Сценарист
- 1926 — Совхоз Элита (документальный)
- 1927 — На переломе / Шагай сибирская деревня! / Путь советской деревни (культурфильм)
- 1927 — На зов индустрии (документальный)
- 1927 — Город и деревня Сибири в 10 годовщину Октября (документальный)
- 1927 — Опытная станция (документальный)
- 1928 — Золотое дно (документальный)
- 1928 — Как повысить урожай (агитмассовый, совместно с Анифиловьевым)
- 1929 — Конец Журавлихи (совместно с А. Куликовым)
- 1929 — 3-й заем индустриализации (анимационный)
- 1929 — Два гиганта (документальный, совместно с А. Куликовым)
- 1929 — О чём мычит корова (культурфильм)

## Комментарии
1. ↑  В нескольких источниках упоминается как Сварков Павел Васильевич[2][3].